# Xã Crooked River, Quận Ray, Missouri
Xã Crooked River (tiếng Anh: Crooked River Township) là một xã thuộc quận Ray, tiểu bang Missouri, Hoa Kỳ. Năm 2010, dân số của xã này là 999 người.